# Mireia Gutiérrez
Mireia Gutiérrez Cabanes (* 9. Oktober 1988 in Andorra la Vella) ist eine ehemalige andorranische Skirennläuferin. Ihre stärksten Disziplinen waren der Slalom und der Riesenslalom.

## Biografie
Gutiérrez bestritt am 13. Dezember 2003 ihr erstes FIS-Rennen und feierte dabei auch gleich ihren ersten Sieg. Bis 2011 konnte sie neun weitere FIS-Rennen gewinnen. Seit März 2004 startet Gutiérrez auch im Europacup. Ihre erste Platzierung in den Punkterängen gelang ihr am 23. Februar 2007 mit Rang 28 im Slalom von Pal in ihrer Heimat. Ihr bisher bestes Ergebnis im Europacup ist der vierte Platz im Indoor-Slalom von Wittenburg am 20. November 2009. Im Weltcup bestritt Gutiérrez ihr erstes Rennen, den Slalom in La Molina, am 14. Dezember 2008, bei dem sie sich aber nicht für den zweiten Durchgang qualifizierte. Danach folgten bislang nur wenige weitere Weltcupstarts, bei denen sie noch keine Weltcuppunkte gewann.
Von 2006 bis 2008 nahm Gutiérrez an drei Juniorenweltmeisterschaften teil. Als bestes Resultat erreichte sie Platz 28 im Slalom 2008. Im Februar 2009 startete sie als einzige Läuferin aus Andorra bei den Weltmeisterschaften in Val-d’Isère. In der Super-Kombination fuhr sie auf Platz 19 und im Super-G auf Rang 29. Im Slalom schied sie im ersten Durchgang aus. Am 7. November 2009 erreichte Gutiérrez bei der Hallen-Europameisterschaft in Amnéville den achten Platz. Bei den Olympischen Winterspielen 2010 in Vancouver fuhr sie auf Platz 24 in der Super-Kombination und auf Rang 28 in der Abfahrt. In Slalom, Riesenslalom und Super-G kam sie nicht ins Ziel. Bei den Weltmeisterschaften 2011 in Garmisch-Partenkirchen startete Gutiérrez im Super-G, in der Super-Kombination, im Riesenslalom und im Slalom, fiel aber in allen vier Wettbewerben aus. Bei nationalen Meisterschaften gewann Gutiérrez seit 2004 sechsmal den Slalom und siebenmal den Riesenslalom.
Am 4. Januar 2014 erreichte sie im Weltcup-Slalom in Zagreb den 20. Platz und erlangte damit elf Weltcuppunkte. Am 2. März 2021 gab sie ihren Rücktritt vom Alpinen Skisport bekannt.

## Erfolge

### Olympische Spiele
- Vancouver 2010: 24. Super-Kombination, 28. Abfahrt
- Sotschi 2014: 18. Super-Kombination
- Pyeongchang 2018: 30. Slalom

### Weltmeisterschaften
- Val-d’Isère 2009: 19. Super-Kombination, 29. Super-G
- Vail/Beaver Creek 2015: 25. Slalom
- St. Moritz 2017: 34. Slalom
- Åre 2019: 23. Slalom

### Weltcup
- 3 Platzierungen unter den besten 30

### Juniorenweltmeisterschaften
- Québec 2006: 42. Slalom, 58. Super-G
- Altenmarkt 2007: 36. Slalom
- Formigal 2008: 28. Slalom, 34. Riesenslalom

### Kontinentalmeisterschaften
- Europacup: 2 Podestplätze
- South American Cup: 2 Siege

### Weitere Erfolge
- 17 Siege in FIS-Rennen
- 14 andorranische Meistertitel: 8 × Slalom (2004, 2006, 2009, 2010, 2013, 2014, 2016, 2017) und 6 × Riesenslalom (2007, 2009, 2010, 2012, 2013, 2014)